# Dookoła Mazowsza
El Dookoła Mazowsza (también llamado: Mazovia Tour) es una carrera ciclista por etapas polaca. 
Se celebró por primera vez en 1951 y se ha celebrado anualmente desde entonces, con la excepción de 1981-1982, 1991-1992 y 1994-1996. Desde la creación de los Circuitos Continentales UCI, forma parte del UCI Europe Tour desde 2005 en la categoría 2.1, y a partir del 2006 pasó a ser de categoría 2.2.

## Palmarés
| Año      | Ganador                | Segundo           | Tercero              |
| -------- | ---------------------- | ----------------- | -------------------- |
| 1951     | Stanisław Zalewski     |                   |                      |
| 1952     | Jan Śpiewak            |                   |                      |
| 1953     | Andrzej Selma          |                   |                      |
| 1954     | Henryk Figiel          |                   |                      |
| 1955     | Jan Żelazny            |                   |                      |
| 1956     | Roman Sitarski         |                   |                      |
| 1957     | Wacław Wrzesiński      |                   |                      |
| 1958     | Stanisław Królak       |                   |                      |
| 1959 (1) | Adam Gęszka            |                   |                      |
| 1959 (2) | Henryk Kowalski        |                   |                      |
| 1960     | Kazimierz Bednarczyk   |                   |                      |
| 1961     | Witold Krawczyński     |                   |                      |
| 1962     | Józef Jochem           |                   |                      |
| 1963     | Franciszek Porwoł      |                   |                      |
| 1964     | Henryk Woźniak         |                   |                      |
| 1965     | Jan Kudra              |                   |                      |
| 1966     | Henryk Woźniak         |                   |                      |
| 1967     | Henryk Woźniak         |                   |                      |
| 1968     | Andrzej Bławdzin       |                   |                      |
| 1969     | Zenon Czechowski       |                   |                      |
| 1970     | Zenon Czechowski       |                   |                      |
| 1971     | Zenon Czechowski       |                   |                      |
| 1972     | Zenon Czechowski       |                   |                      |
| 1973     | Tadeusz Smyrak         |                   |                      |
| 1974     | Juliusz Firkowski      |                   |                      |
| 1975     | Mieczysław Klimczyk    |                   |                      |
| 1976     | Marian Majkowski       |                   |                      |
| 1977     | Ryszard Szurkowski     |                   |                      |
| 1978     | Ryszard Szurkowski     |                   |                      |
| 1979     | Roman Cieślak          |                   |                      |
| 1980     | Lechosław Michalak     |                   |                      |
| 1983     | Marek Leśniewski       |                   |                      |
| 1984     | Sławomir Krawczyk      |                   |                      |
| 1985     | Jan Leśniewski         |                   |                      |
| 1986     | Sławomir Krawczyk      |                   |                      |
| 1987     | Edward Kaczmarczyk     |                   |                      |
| 1988     | Zbigniew Piątek        |                   |                      |
| 1989     | Andrzej Sypytkowski    |                   |                      |
| 1993     | Dariusz Habel          |                   |                      |
| 1997     | Mariusz Bilewski       |                   |                      |
| 1998     | Tomasz Kłoczko         |                   |                      |
| 1999     | Wiktor Ułanowski       |                   |                      |
| 2000     | Przemysław Mikołajczyk | Piotr Przydział   | Tomasz Lisowicz      |
| 2001     | Kacper Sowiński        | Daniel Majewski   | Grzegorz Gronkiewicz |
| 2002     | Jacek Mickiewicz       | Marcin Gebka      | Tomasz Kloczko       |
| 2003     | Dariusz Rudnicki       | Robert Radosz     | Grzegorz Wajs        |
| 2004     | Adam Wadecki           | Piotr Zaradny     | Krzysztof Jeżowski   |
| 2005     | Piotr Zaradny          | Robert Radosz     | Peter Mazur          |
| 2006     | Tomasz Kiendyś         | Marek Wesoły      | Daniel Czajkowski    |
| 2007     | Marek Wesoły           | Piotr Zaradny     | Dominik Roels        |
| 2008     | Marcin Sapa            | Aidis Kruopis     | Artur Detko          |
| 2009     | Łukasz Bodnar          | Robert Radosz     | Tomasz Kiendyś       |
| 2010     | Sebastian Forke        | Henning Bommel    | Rüdiger Selig        |
| 2011     | Robert Radosz          | Rüdiger Selig     | Krzysztof Jeżowski   |
| 2012     | Mateusz Taciak         | Mateusz Nowak     | Nikolay Mihaylov     |
| 2013     | Robert Radosz          | Łukasz Owsian     | Paweł Bernas         |
| 2014     | Jarosław Marycz        | Eryk Latoń        | Maurits Lammertink   |
| 2015     | Grzegorz Stępniak      | Kersten Thiele    | Twan Brusselman      |
| 2016     | Matti Manninen         | Alan Banaszek     | Marco Mathis         |
| 2017     | Alois Kaňkovský        | Grzegorz Stępniak | Emīls Liepiņš        |
| 2018     | Szymon Sajnok          | Alois Kaňkovský   | Grzegorz Stępniak    |
| 2019     | Stanisław Aniołkowski  | Grzegorz Stępniak | František Sisr       |
| 2020     | Michael Kukrle         | Daniel Turek      | Paweł Bernas         |
| 2021     | Eirik Lunder           | Tobias Nolde      | Petr Kelemen         |
| 2022     | Marceli Bogusławski    | Jesper Rasch      | Alan Banaszek        |
| 2023     | Oded Kogut             | Bartosz Rudyk     | Lars Rouffaer        |
| 2024     | Bartłomiej Proć        | Mads Andersen     | Bartosz Rudyk        |
| 2025     | Šimon Vaníček          | Radosław Frątczak | Tobias Nolde         |

Nota: La edición de 2013 fue inicialmente ganada por Marcin Sapa pero fue desposeído del título tras haber sido sancionado por dopaje en noviembre de 2014 después de haber dado positivo en un control antidopaje realizado tras finalizar la última etapa.

## Palmarés por países
| País            | Victorias |
| --------------- | --------- |
| Polonia         | 61        |
| República Checa | 3         |
| Alemania        | 1         |
| Francia         | 1         |
| Finlandia       | 1         |
| Noruega         | 1         |
| Israel          | 1         |